# Attaque de la base aérienne Al-Anad en 2021
 (octobre 2024).
L'attaque de la base aérienne Al-Anad en 2021 survient le 29 août 2021 lorsque des militants houthis mènent une attaque de missiles et de drones contre la base aérienne Al-Anad, utilisée par le Mouvement du Sud. L'attaque tue plus de 40 soldats yéménites et en blesse plus de 60 autres.

## Contexte
La base aérienne Al-Anad est la plus grande base aérienne du Yémen et est prise pour cible à plusieurs reprises par les Houthis depuis le début de la guerre civile yéménite. La base est située dans le gouvernorat de Lahij et est sous le contrôle du gouvernement et de ses alliés du Mouvement du Sud depuis août 2015,. En 2019, une attaque des Houthis contre la base aérienne tue le chef de l'Agence de renseignement yéménite et tue et blesse plusieurs soldats yéménites.

## Attaque
Au moment de l'attaque, des soldats yéménites de la troisième brigade des Brigades al-Amaliqa du Mouvement du Sud effectuent des exercices matinaux,. Les médias houthis déclarent que trois missiles et drones frappent la base aérienne, et des témoins déclarent que la scène est chaotique après la frappe alors que les soldats transportent leurs camarades blessés en prévision d'une autre attaque. Des missiles et des drones houthis attaquent également d'autres parties de la ville d'Al-Anad.

## Victimes
Un porte-parole du gouvernement yéménite déclare qu'au moins trente soldats sont tués dans l'attaque et soixante blessés, et que le bilan est susceptible de s'alourdir. Les médias houthis déclarent que plus de 40 soldats sont tués et au moins 65 blessés. Des sources médicales dans la région déclarent avoir reçu des corps et seize blessés, sans toutefois préciser si des civils sont blessés ou tués.